# المدن المنسية

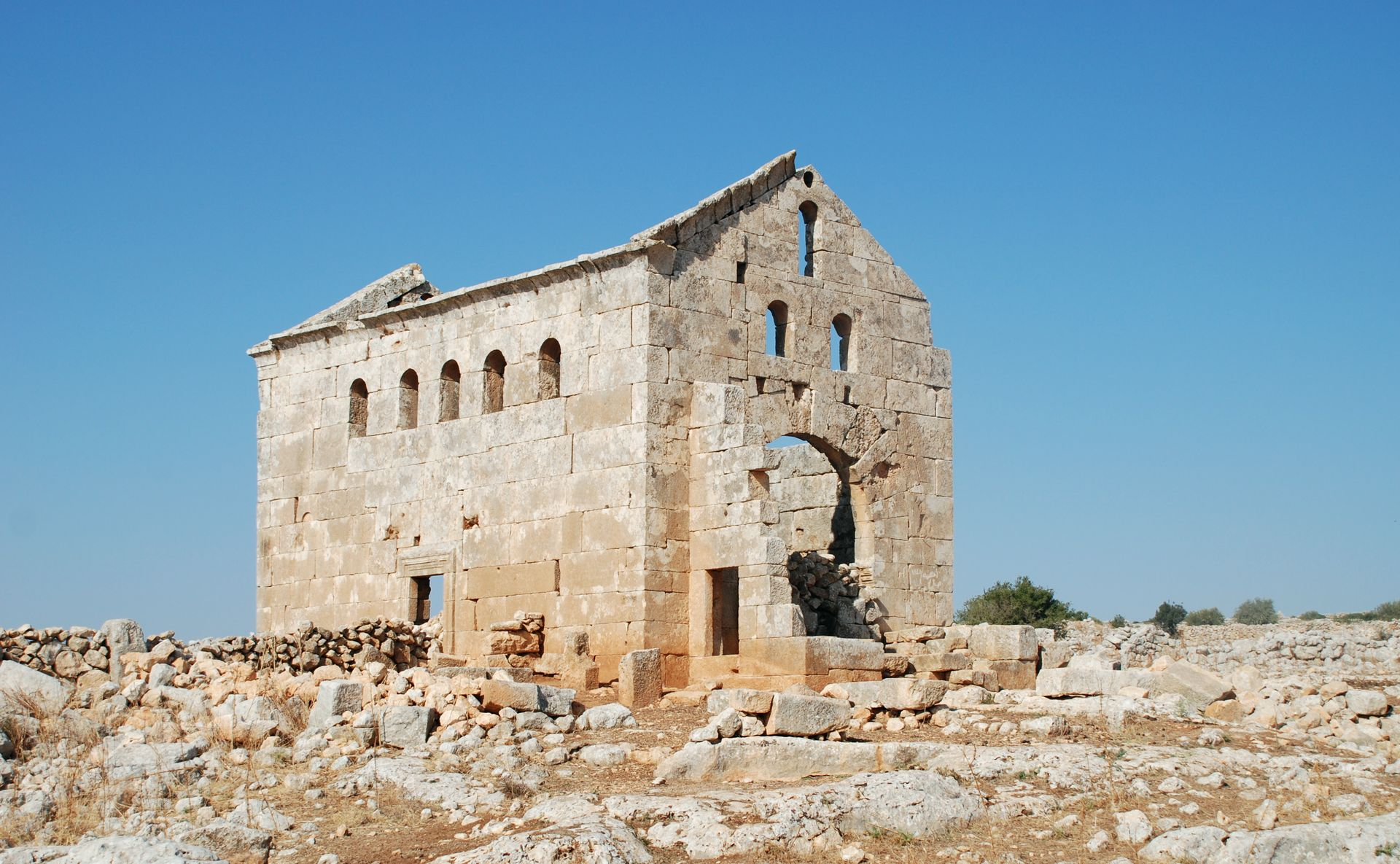
كنيسة ست الروم المهجورة، تعود للقرن الرابع الميلادي في شمال سوريا.

المدن المنسية أو المدن الميتة هي مدن وقرى أثرية سوريّة تقع ضمن الحدود الإدارية لمحافظتي حلب وإدلب، وهي المواقع والقرى الممتدة في جبال الكتلة الكلسية ووديانها وشعابها في شمال غربي سوريا، حيث تقع في مساحة قدرها 5500 كم2، تمتد من قورش (النبي هوري) شمالاً حتى أفاميا جنوباً ومن حلب شرقاً حتى منطقة جبل الزاوية ووادي العاصي غرباً، وهي من أكثر تجمعات المناطق الأثرية في العالم يعود بنائها إلى الفترة بين القرنين الأول والسابع للميلاد وأحياناً حتى القرن العاشر وهي من المناطق الهامة في تاريخ المسيحية، وقد بلغ عددها 800 موقع وقرية أثرية، منها ما هو مسكون حالياً ومنها ما هو غير مسكون ويقع معظمها في محافظتي حلب و إدلب، بُني فيها في فترة ازدهار المسيحية بين القرنين الرابع والسادس للميلاد أكثر من 2000 كنيسة كانت درّتها كاتدرائية القديس سمعان العمودي التي تم بناؤها بين 476-491 م كمجمع ديني كامل، التي كانت مكاناً للحج في الماضي وللسياحة في اليوم الحاضر، وقد أحصى المعهد الفرنسي لآثار الشرق الأوسط (IFAPO) عدد القرى والمواقع الأثرية في هذه المنطقة من شمال سوريا هو 778 قرية، بينما زاد عدد هذه القرى والمواقع حسب بحث الآباء الفرنسيسكان بقيادة عالم الآثار الكاهن (باسكال كاستيلانا)، حيث تجولوا في جبال الكتلة الكلسية وبخاصة في جبلي الدويلي والوسطاني وقاموا باكتشاف ما لم يكن معروفاً من القرى من قبل ليصبح عددها أكثر من 800 مدينة وقرية أثرية. والمنطقة من أهم المناطق القديمة الغنية بالآثار والمعالم التاريخية، فالتتابع التاريخي للحضارات فيها ترك آثاراً عدة في القرى الأثرية والتلال التاريخية الأثرية المنتشرة في كتلة الجبال الكلسية وعلى امتداد منطقة طولها 140 كم وعرض 20-40 كم. وقد أُضيفت المدن إلى قائمة مواقع التراث العالمي من قبل اليونسكو عام 2011.

## جغرافيا المنطقة

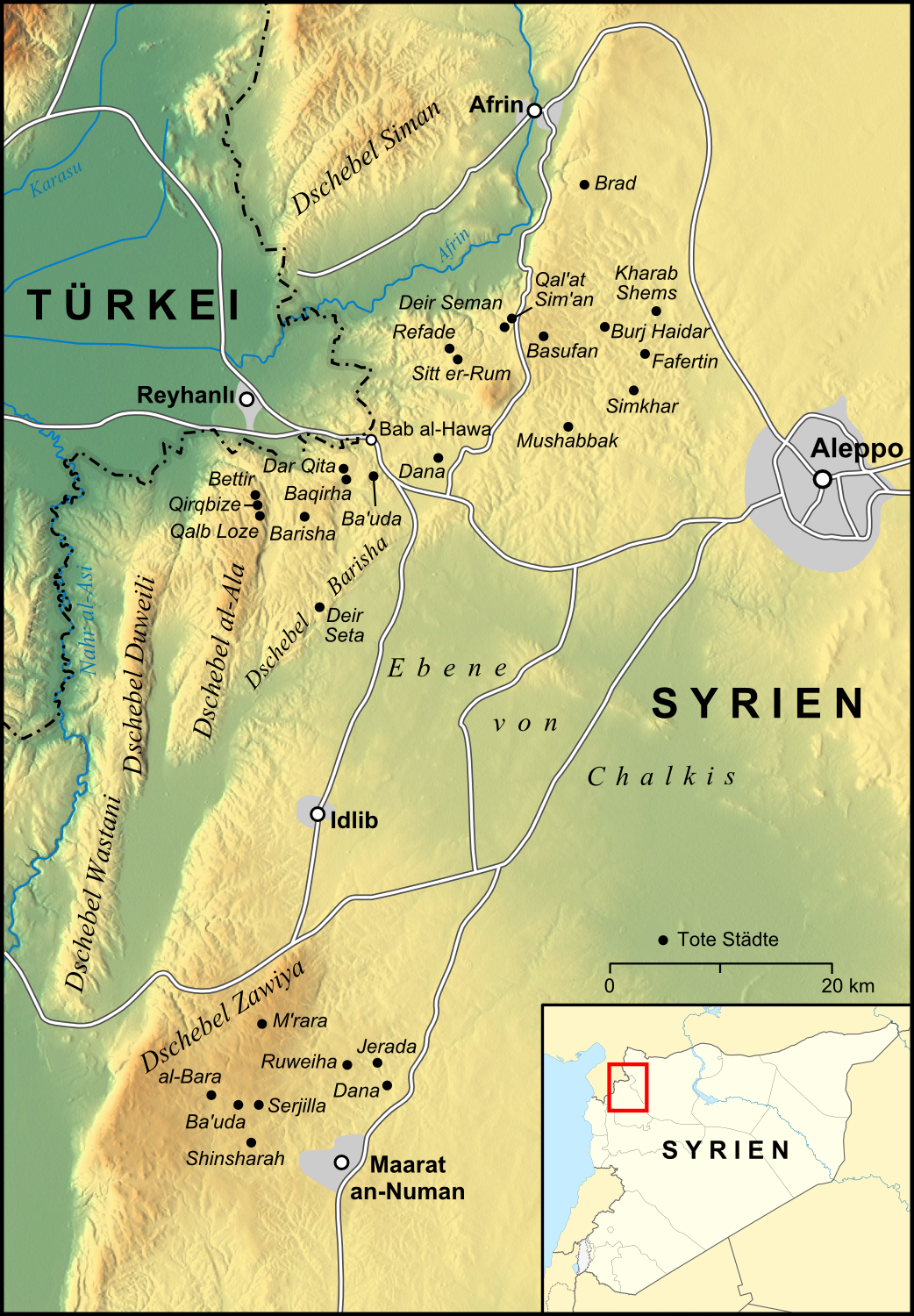
خريطة توضح موقع المدن المنسية في الأجزاء الشمالية الغربية من سوريا

تطلق تسمية الكتلة الكلسية على منطقة الجبال السبعة الواقعة شمال غربي سورية وما يحيط بها من سهول وتمتاز الكتلة الكلسية بصخور جبالها البيض، وتمتد من الشمال إلى الجنوب بطول 140 كم وعرض بين 20-40 كم، بحيث يمر محورها من قورش شمالاً وأفاميا جنوباً. يحدها من الغرب سهل الغاب ووادي العاصي، من الشمال الحدود التركية، من الجنوب طريق خان شيخون وأفاميا ومن الشرق طريق حلب معرة النعمان خان شيخون، وتتألف الكتلة الكلسية من سبعة جبال هي جبلي سمعان والحلقة، جبلي باريشا والأعلى، جبلي الدويلي والوسطاني، جبل الزاوية، وتأتي أهمية الكتلة الكلسية من كونها واحدة من المجموعات الجغرافية النادرة في حوض المتوسط التي تستطيع أن تقوم بنقل واقعي لصور الحياة الريفية في الماضي من خلال المواقع الأثرية الكثيرة المنتشرة فيها. وتقسم الكتلة الكلسية إلى ثلاثة أقسام:

### القسم الشمالي
يضم جبل سمعان وحلقة، ويحده شمالاً قطمة وغرباً وادي عفرين ويبلغ أعلى ارتفاع له في قسمه الجنوبي الشيخ بركات (876 م) وفي سفحه الجنوبي سهل الدانا الذي تحيط به هضبات صخرية منخفضة تشكل جبل حلقة.

### القسم الأوسط
يضم جبل باريشا وجبل الأعلى والدويلي والوسطاني. وقمة جبل باريشا الرئيسة في بطوطة وارتفاعها 647 م. يتصل هذا الجبل في نهايته الشرقية، عند سهل الدانا، بجبل سرير الذي يعتبر الرأس العالي في أقصى الجنوب لجبل سمعان ويطل سفح باريشا الغربي على وادي الشلف.

### القسم الجنوبي
يضم جبل الزاوية، أو جبل ريحا، ويتألف من كتلتين يفصل بينهما واد قامت فيه مدينة البارة. أعلى قممه النبي أيوب (939 م) وجبل الأربعين (877 م) وتقريباً من قسمه الجنوبي الغربي تقوم مدينة أفاميا، أما إلى الشرق من حدود الكتلة الكلسية فتقوم سهول قنسرين وحماة.

## أهم مواقع منطقة الكتلة الكلسية

### أهم القرى في جبل سمعان وحلقة

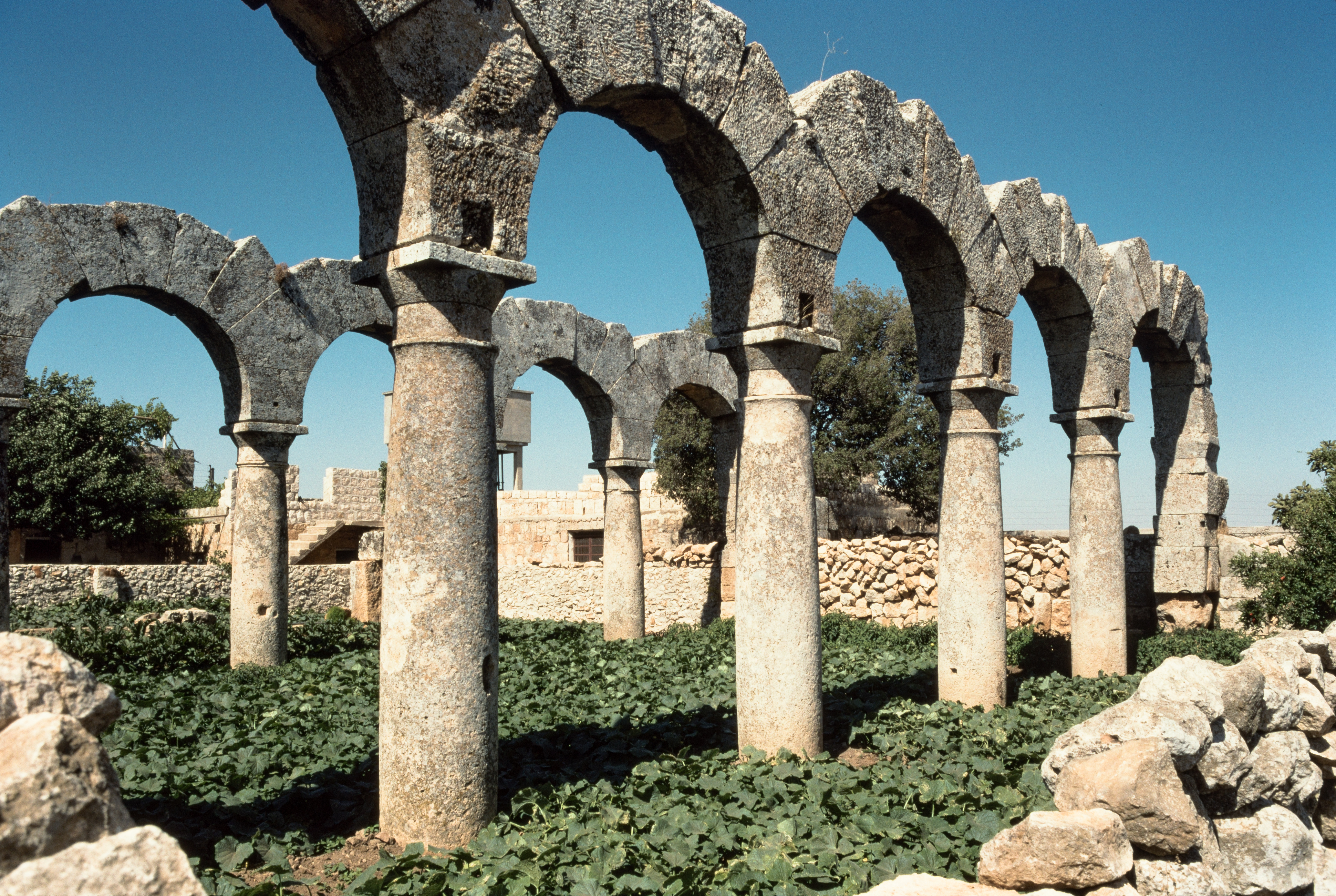
أعمدة صحن الكنيسة الغربية في برج حيدر

1. براد
2. برج حيدر
3. كلوتا
4. خراب شمس
5. كفر نبو
6. سنخار
7. دير سمعان
8. المشبك
9. فافرتين
10. قصر البنات
11. سرقانيا
12. بطوطة
13. صوغانة
14. كيمار
15. دير مشمش
16. باصوفان
17. شيخ سليمان
18. قورش
19. سرجبلا

### أهم القرى في جبل باريشا والأعلى
1. بابسقا
2. بحيو
3. قلب لوزة
4. باب الهوا
5. باريشا
6. باعودا
7. بتقوسا
8. داحس
9. صرفود
10. كرك بيزة
11. ماعز
12. الكفير
13. باموقا
14. باقرحا
15. دير سيتا
16. كفر دريان
17. بافتين
18. دارقيتا
19. كفر عروق
20. بتير
21. باشمشلي

### أهم القرى في جبل الزاوية

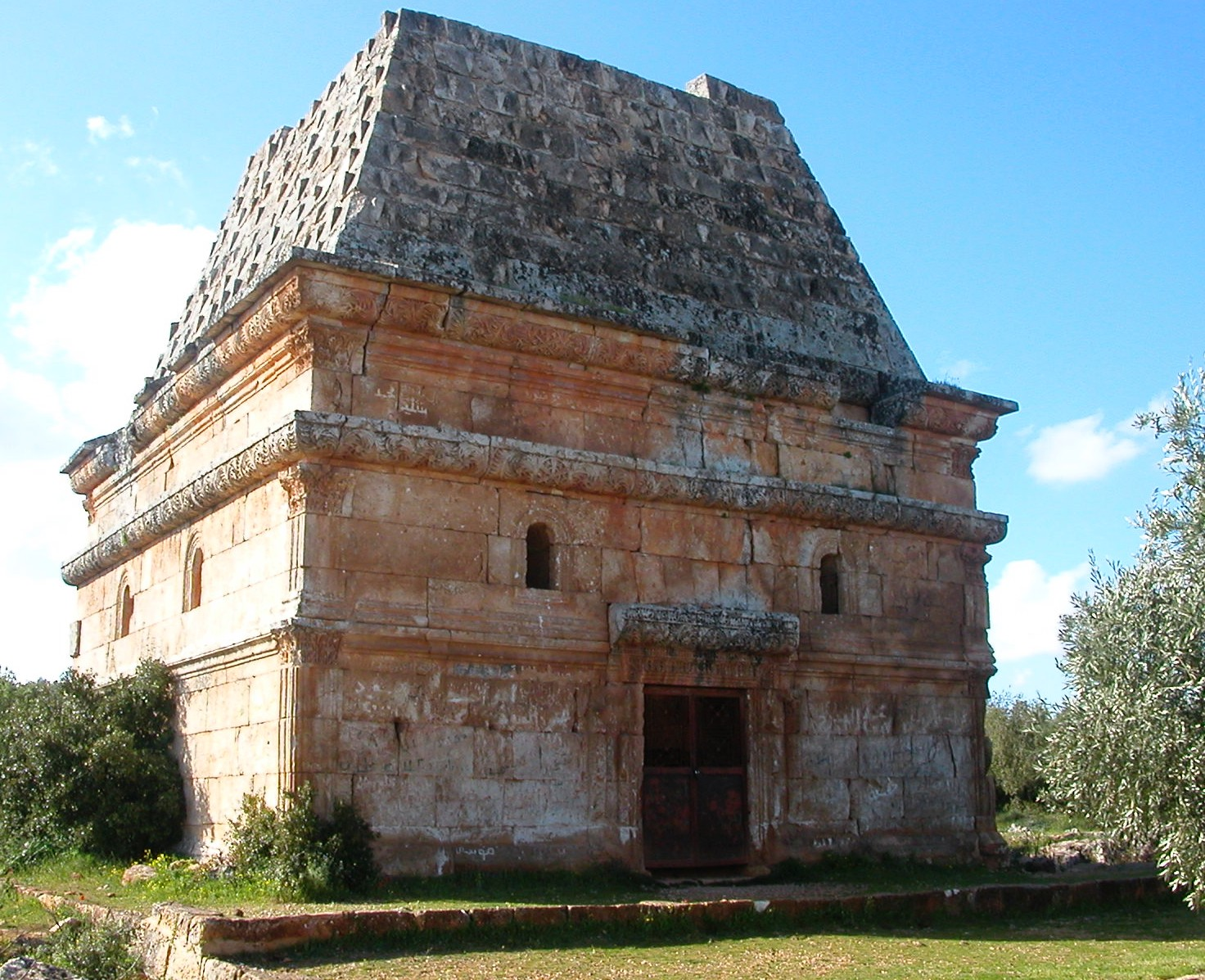
مدفن هرمي في البارة

1. رويحة
2. شنان
3. سرجيلا
4. جرادة
5. البارة
6. باعودة
7. دانا الجنوبية

## الحياة السكنية في القرى الأثرية
بعد انتهاء فترة الاضطهادات الدينية التي استمرت خلال القرون الأولى للميلاد وسمح بالحرية الدينية مع صدور مرسوم ميلانو عام 3 1 3 م، اختارت نخبة من سكان المنطقة عيش حياة الترفع عن الدنيويات حياة تنسك وتقشف وقساوة عيش. وقد عاشت فئة من هؤلاء النساك في العراء التام ولجأ بعضهم إلى الكهوف للمبيت. كانت هناك فئة سميت نساك الأبراج حيث كان واحدهم يعمل في الحقل ثم يعود إلى برج مربع يبيت فيه ويقوم بنسخ المخطوطات ليلا. 
كما كان هناك من أضاف إلى قساوة العيش في العراء اختيار الإقامة على عمود طيلة حياته وسمّوا العموديين وكان رائدهم القديس سمعان العمودي (390-459 م) وقد سمي النساك العموديون " شهداء أيام السلم. 
أما طريقة التنسك الجماعي الأخيرة فكانت حياة الرهبنة الجماعية، رهبان الأديرة، حيث كان النساك يأكلون معاً ويصلون معاً وعند المساء يختلي كل واحد من المجموعة بصومعته ليبيت فيها. وكان من هؤلاء النساك من يظل ساهراً ويطلق عليهم «الساهرون» وقد تبعوا أسلوب الحياة النسكية الجماعية.

## الحقب التاريخية
ازدهرت معظم مدن وقرى المنطقة في العصر الروماني والبيزنطي بين عامي 64 ق. م - 635 م.

## انحدار القرى الأثرية
بدأ انحدار القرى الأثرية إثر الغزو الفارسي المستمر على فترات بين عامي 527 م وحتى 627 م وقطعهم لأشجار غابات الزيتون حيث تعد المنطقة هي الموطن الأول لشجرة الزيتون. منذ ذلك التاريخ بدأت تتفاقم أزمة داخلية مفادها محدودية الأراضي الزراعية وازدياد عدد السكان بحيث لم تعد الأراضي كافية لتأمين معيشتهم وقد أثرت الزلازل والأوبئة في القرن السادس نسبياً أيضا مما أدى إلى هجرة تلك المناطق، أضف إلى تلك الأسباب القطيعة التي حصلت بعد الفتح العربي الإسلامي عام 636 م بعد قيام الأمويين بغزو القسطنطينية من البحر وانقطاع طرق التجارة أمام تصدير الزيت زيت الزيتون والكرمة إلى أوروبا، كما كان للحروب بين الحمدانيين والبيزنطيين في المنطقة أثر على تدمير بعض القرى، واحتلال الفرنجة الصليبيين زاد من تدهور حالة القرى آنذاك فهجرت المنطقة إلى السهول الداخلية وحولت بعض مبانيها وكنائسها إلى حصون دفاعية.
وعادت الحياة في القرن التاسع عشر بشكل بطيء إلى بعض مراكز السكن الرئيسية وتسارع السكن الجديد والزراعة بعد الحرب العالمية الأولى بفضل زيادة الأمان في الريف وفتح الطرق الجديدة.
نما السكن في هذه القرى بشكل عشوائي وازدادت الدور السكنية المبنية بدون ترخيص بين المباني الأثرية ودون رقابة مما سبب هدم العديد من المباني التاريخية الأثرية الهامة.

## معرض الصور

القرى القديمة في شمال سوريا
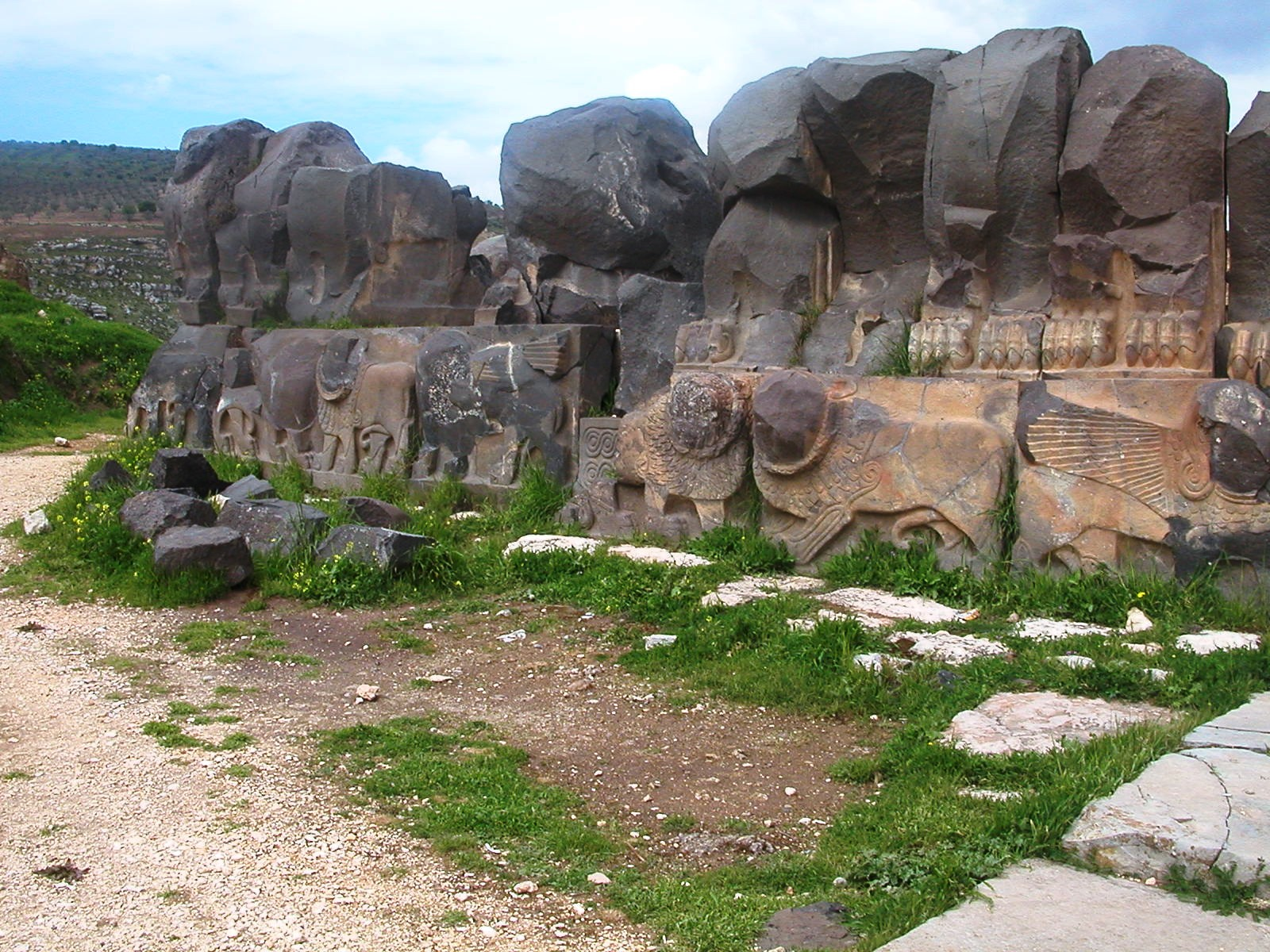
ماتبقى من معبد عين دارة
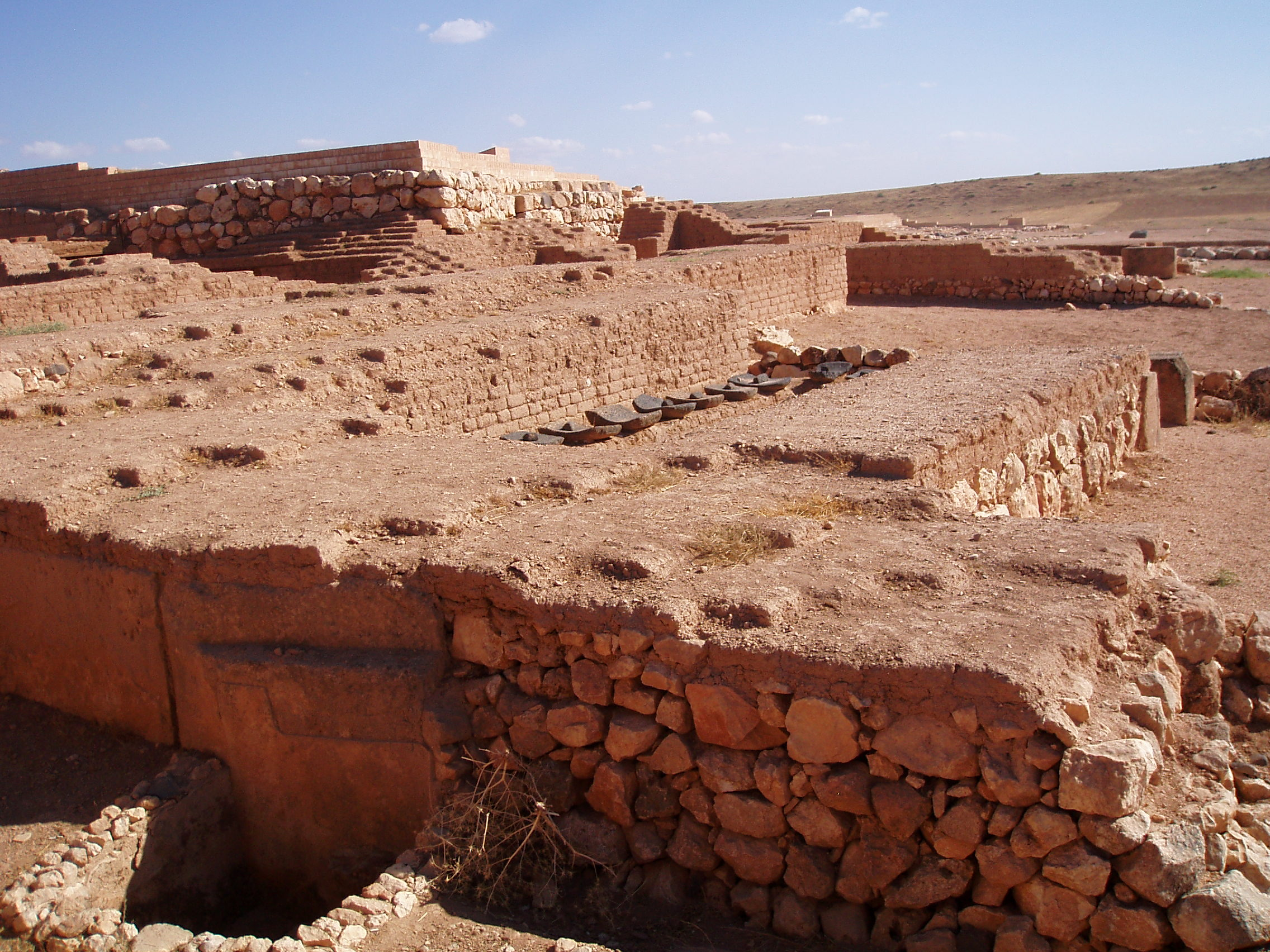
قرية إبلا القديمة
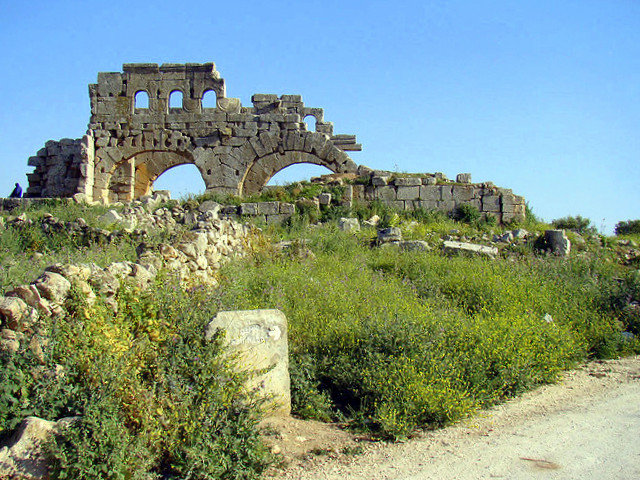
الكاتدرائية المارونية في البارة
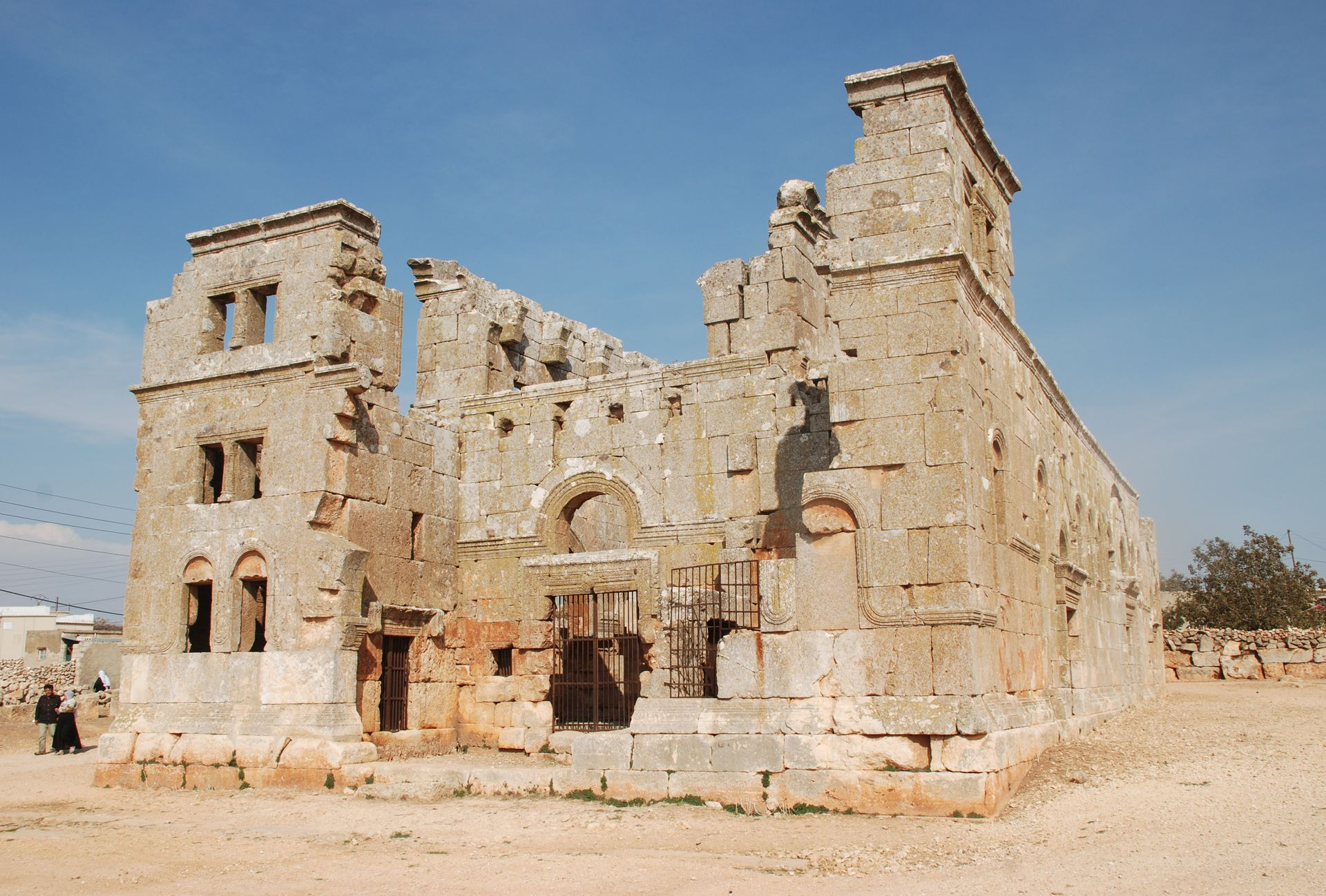
كنيسة قلب لوزة
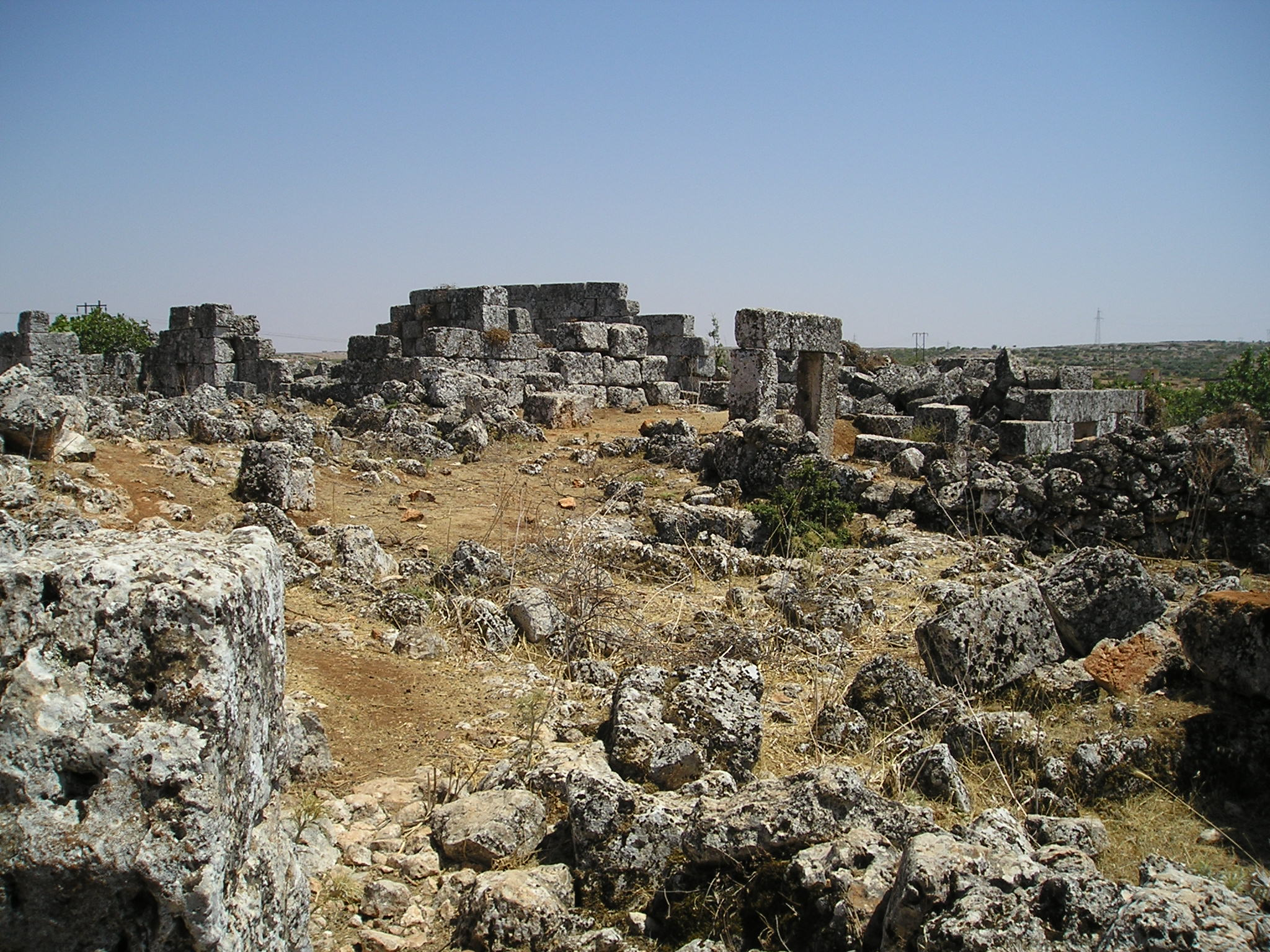
أنقاض البارة
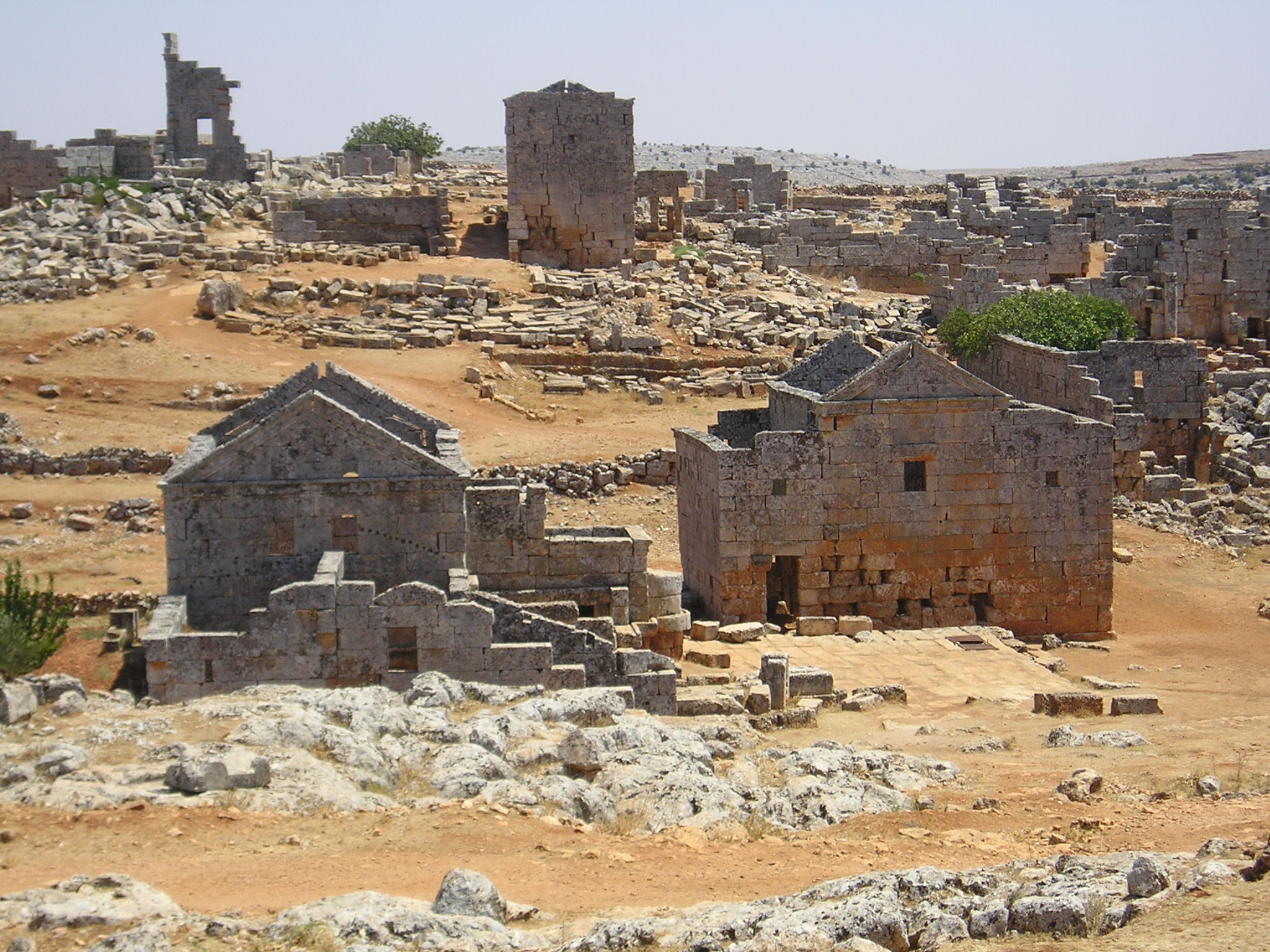
أنقاض سرجيلا
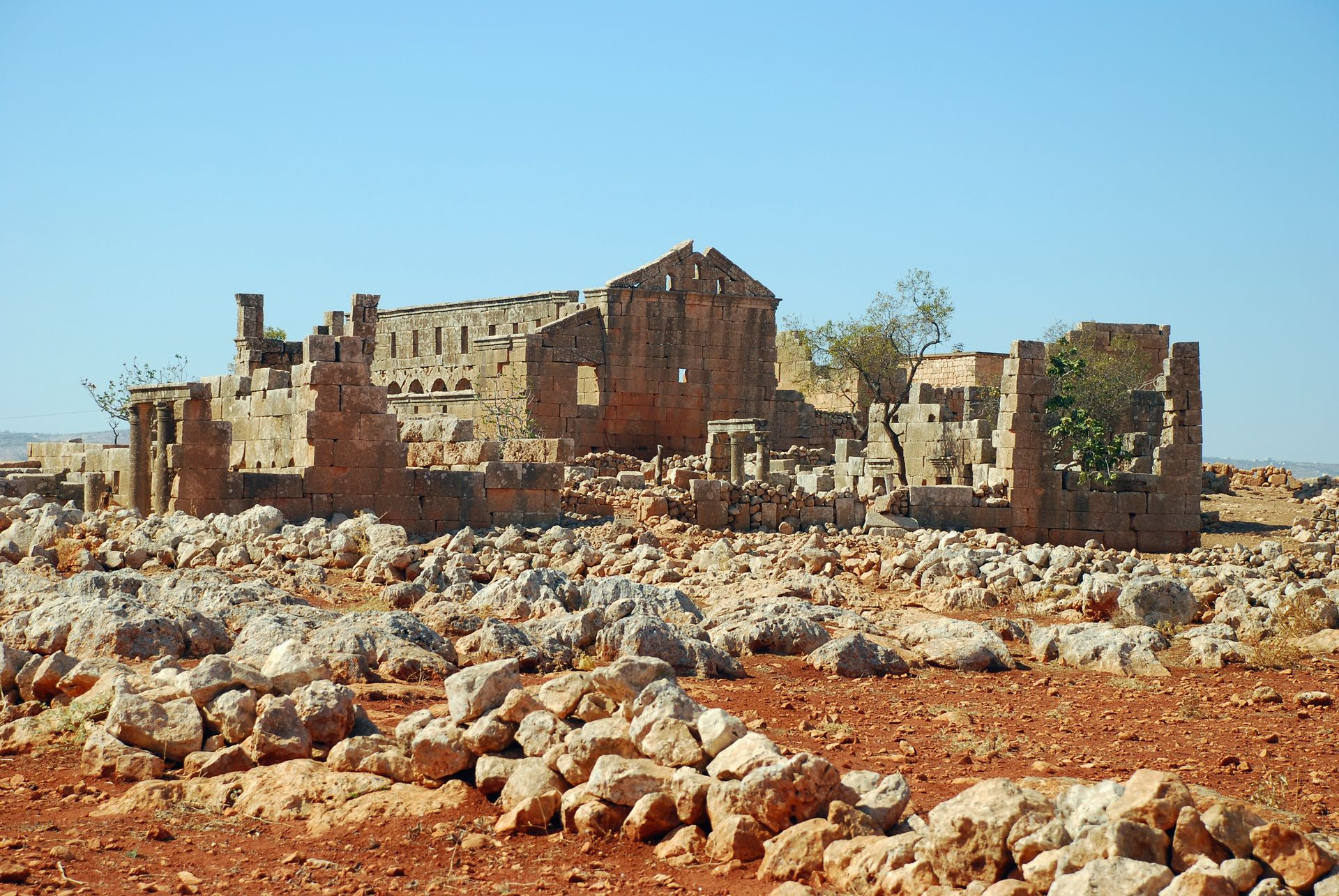
كاتدرائية رويحة
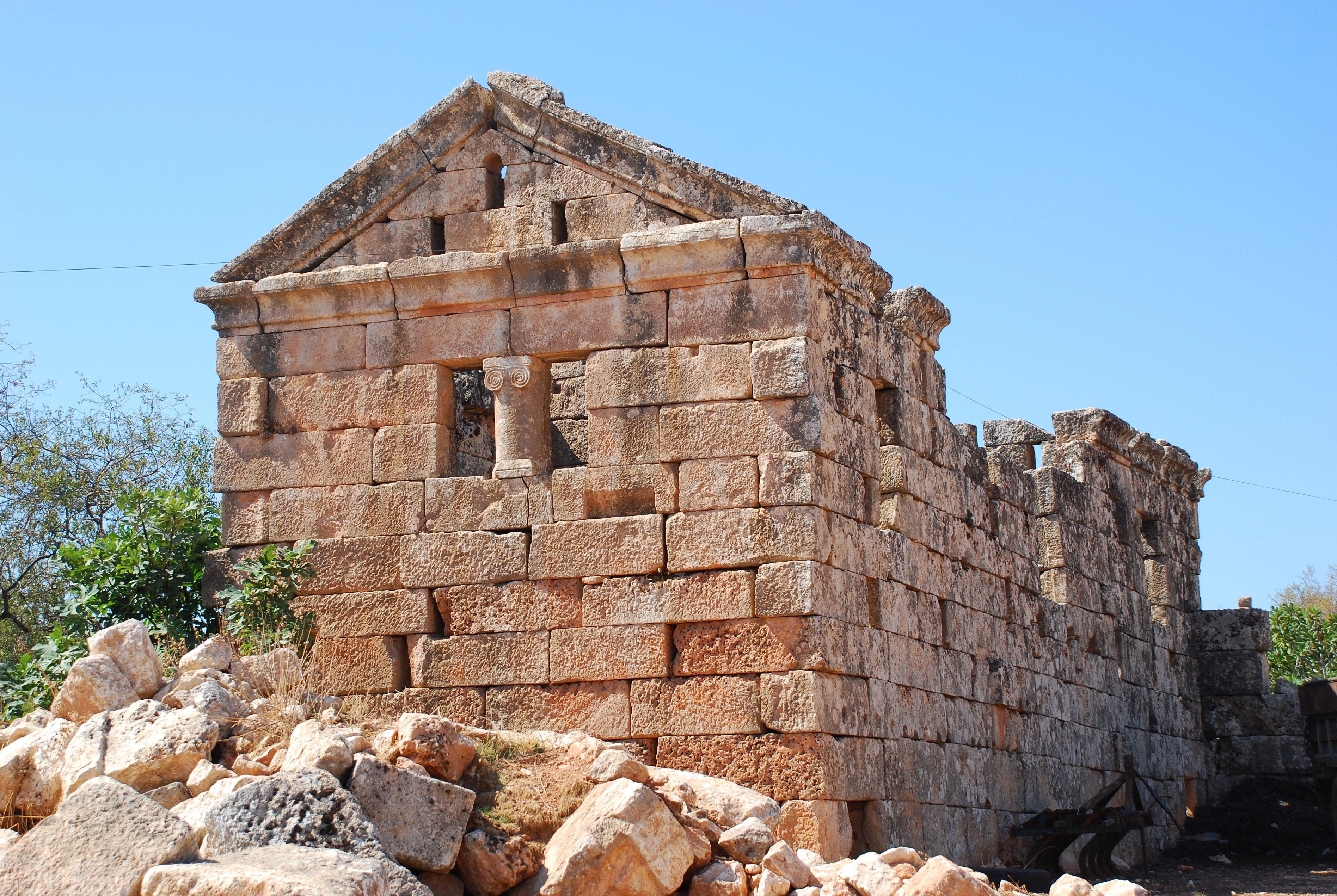
قرية جرادة
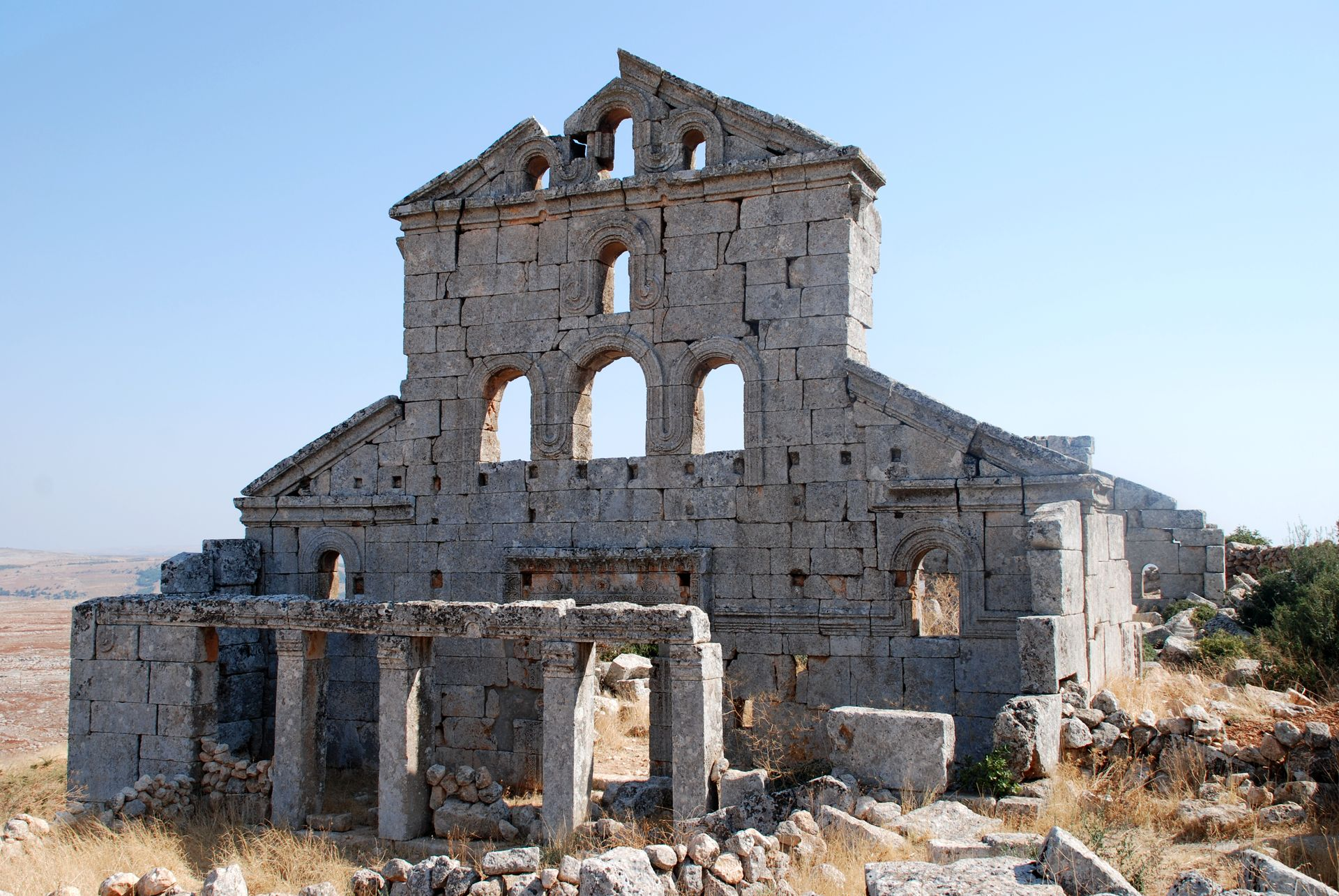
كنيسة باقرحا
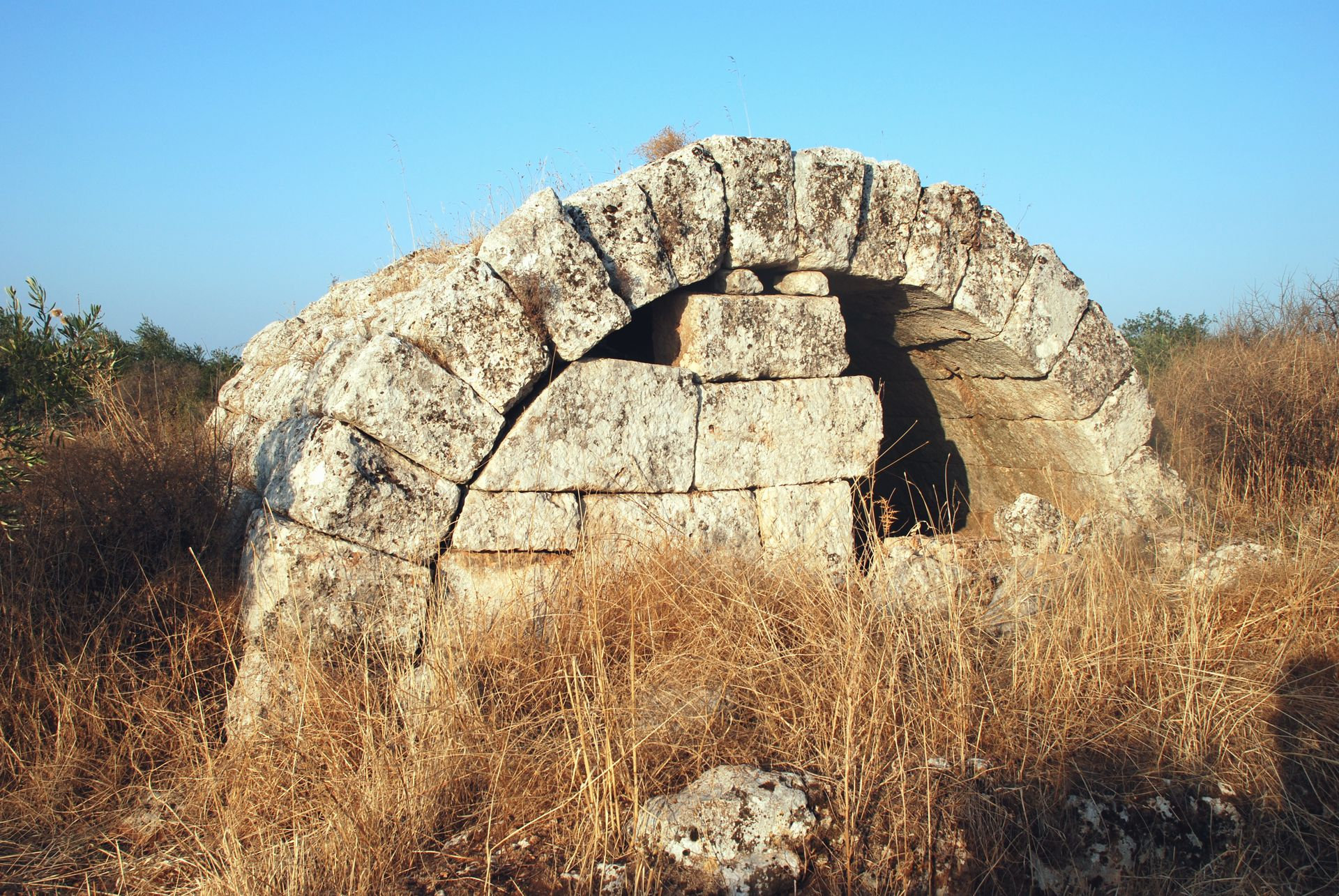
قرية باريشا